# Coublanc (Haute-Marne)
Coublanc is een gemeente in het Franse departement Haute-Marne (regio Grand Est) en telt 125 inwoners (1999). De oppervlakte bedraagt 19,19 km², de bevolkingsdichtheid is 6 inwoners per km².

## Demografie
Onderstaande figuur toont het verloop van het inwonertal (bron: INSEE-tellingen).

1. ↑  Populations de référence 2022.